# Bematista
Il bematista (in greco antico: βηματιστής?, Bēmatistés derivato da βῆμα «passo») era colui che, in epoca classica ed ellenistica, misurava le distanze da un luogo a un altro contando i propri passi, chiamati anche bemi (ognuno equivalente a 0,74 m). L'attività di bematista esisteva già ai tempi di Erodoto (VI secolo a.C.) nell'impero persiano, attività favorita dalla costruzione di strade, tra cui la Via Reale di Persia che univa Susa a Sardi (Erodoto, Storie, V, 32).

## I bematisti nella campagna di Alessandro in Asia
Alcuni bematisti accompagnarono Alessandro Magno nella sua spedizione in Asia. Il re macedone non fu il primo a portare un esercito in Asia, i soldati greci dopo la morte di Ciro il giovane, nel suo tentativo di sovvertire il re di Persia, dovettero interpellare alcune guide locali per superare le difficoltà di trovare la strada del ritorno. Per evitare di rimanere bloccato durante l'avanzata, Alessandro portò con sé bematisti, agrimensori, geografi e persino corridori. Le misure dei bematisti effettuate durante la marcia dimostrano un alto grado di precisione, tanto che è stato ipotizzato l'utilizzo di uno dei primi odometri, anche se non ci sono menzioni al riguardo.
(Engels, p. 158)
La tabella sotto riporta le rotte misurate dai bematisti di Alessandro, Betone e Diogneto. Le misurazione sono riportante nell'opera di Plinio il Vecchio (Naturalis historia, VI, 21-22) e anche nell'opera del geografo Strabone (Geografia, XI, 8, 9) che segue i dati riportati in un'opera perduta di Eratostene, il quale, a sua volta, trasse dai bematisti importanti informazioni per la propria cosmografia.
|                                         | Plinio VI, 21–22 | Plinio VI, 21–22 | Plinio VI, 21–22                | Strabone XI, 8, 9 | Strabone XI, 8, 9 | Strabone XI, 8, 9               | Distanze attuali                                  |
| Rotta                                   | Milia passuum    | Chilometri       | Deviazione dalla reale distanza | Stadi             | Chilometri        | Deviazione dalla reale distanza | Chilometri                                        |
| Confini nord del Caspio – Hecatompylos  | —                | —                | —                               | 1960              | 363               | 0,8%                            | 365 in linea d'aria                               |
| Confini sud del Caspio – Hecatompylos   | 133              | 197              | 2,4%                            | —                 | —                 | —                               | 201 in linea d'aria                               |
| Hecatompylos – Alessandria Areion       | 575              | 851              | 0,4%                            | 4530              | 838               | 1,9%                            | 854 via della seta                                |
| Alessandria Areion – Prophtasia         | 199              | 295              | 3,2%                            | 1600              | 296               | 2,6%                            | 304 strada Herat-Juwain                           |
| Prophtasia – Arachoti Polis             | 565              | 836              | 1%                              | 4120              | 762               | 9,7%                            | 845 Juwain – Kelat-i-Ghilzai                      |
| Arachoti Polis – Hortospana             | 250              | 370              | 0,4%                            | 2000              | 370               | 0,4%                            | 372 Kelat-i-Ghilzai – Kabul                       |
| Hortospana – Alessandria ad Caucasum    | 50               | 74               | 2,1%                            | —                 | —                 | —                               | 76 Kabul – Begram                                 |
| Alessandria ad Caucasum – Peucolatis    | 237              | 351              | 3,2%                            | —                 | —                 | —                               | 339 Begram – Charsada                             |
| Peucolatis – Tassila                    | 60               | 89               | 20%                             | —                 | —                 | —                               | 111 Charsada – Tassila                            |
| Tassila – Idaspe (Jhelum)               | 120              | 178              | 4,8%                            | —                 | —                 | —                               | 169 strada Aurel Stein                            |
| Alessandria Areion – Bactria – Zariaspa | —                | —                | —                               | 3870              | 716               | 1,6%                            | 705 per Kala Nau, Bala Murghab, Maimana e Andkhui |
| Media                                   |                  |                  | 4,2%                            |                   |                   | 2,8%                            |                                                   |
| Mediana                                 |                  |                  | 2,8%                            |                   |                   | 1,9%                            |                                                   |

## Alcuni bematisti
La storia ricorda i nomi di cinque bematisti: Diogneto, Betone, Aminta, Archelao e Filonide di Creta, ognuno dei quali registrò i propri dati in un libro.
- Filonide di Creta (per i frammenti, FGrHist 121) è stato un emerodromo e un bematista, come è scritto in SIG, 303.[11] Plinio (Naturalis historia, II, 181) ne descrive le notabili imprese, come il completamento della tratta Sicione-Elide, andata e ritorno. Sempre Plinio (I, 4, 5) menziona l'opera di Filonide, di cui non rimangono frammenti.[2]

- Betone e Diogneto sono conosciuti grazie alla testimonianza di Plinio (VI, 61) e ad alcuni frammenti di testo (FGrHist 119 e 120). Dell'opera di Betone, è rimasto il titolo: Σταθμοὶ τῆς Ἀλεξάνδρου πορείας (FGrHist 119 F 1).[2]

- Anche di Aminta resta il titolo dell'opera: Ἀσίας σταθμοί (FGrHist 121 F 1) oppure Περσικοὶ σταθμοί (F 4), di almeno tre libri. Dal contenuto del fr. 1, è facile capire come l'opera di Aminta fosse ben più di una mera lista di distanze, analizzando i costumi e i monumenti dei luoghi in cui passava.[2]

- Archelao di Cappadocia (forse il re Archelao di Cappadocia) pare che abbia avuto interessi sulle pietre preziose e abbia anche scritto una Σταθμοί (FGrHist 123 F 1). La Σταθμοί, citata anche   da Claudio Eliano (Varia historia, XVII, 17 = FGrHist 123 F 3), resta comunque un'opera di carattere generale, che dava spazio alle annotazioni sulla flora e sulla fauna.[2]